# Kim Gun-woo
Kim Gun-woo (* 20. März 1998) ist ein südkoreanischer Shorttracker.

## Werdegang
Kim startete zu Beginn der Saison 2018/19 in Calgary erstmals im Weltcup und belegte dabei den zehnten Platz über 1000 m und den dritten Rang über 500 m. Im weiteren Saisonverlauf siegte in Almaty, Dresden und Turin je über 1500 m und errang zudem in Almaty jeweils den zweiten Platz über 1500 m und mit der Mixed-Staffel und in Turin den zweiten Platz über 500 m. Zum Saisonende gewann er damit den Weltcup über 1500 m und belegte im Weltcup über 500 m den siebten Platz.

## Weltcupsiege

### Weltcupsiege im Einzel
| Nr. | Datum            | Ort      | Disziplin |
| --- | ---------------- | -------- | --------- |
| 1.  | 9. Dezember 2018 | Almaty   | 1500 m    |
| 2.  | 2. Februar 2019  | Dresden  | 1500 m    |
| 3.  | 9. Februar 2019  | Turin    | 1500 m    |
| 4.  | 22. Oktober 2023 | Montreal | 1000 m    |
| 5.  | 29. Oktober 2023 | Montreal | 1500 m    |
| 6.  | 9. Dezember 2023 | Peking   | 1500 m    |

### Weltcupsiege im Team
| Nr. | Datum            | Ort       |
| --- | ---------------- | --------- |
| 1.  | 11. Februar 2024 | Dresden 1 |

## Persönliche Bestzeiten
- 500 m    40,337 s (aufgestellt am 1. Februar 2019 in Dresden)
- 1000 m  1:22,679 min. (aufgestellt am 11. November 2018 in Salt Lake City)
- 1500 m  2:11,492 min. (aufgestellt am 10. Februar 2024 in Dresden)